# Ceropsylla discrepans
Ceropsylla discrepans är en insektsart som beskrevs av Leonard D. Tuthill 1945. Ceropsylla discrepans ingår i släktet Ceropsylla och familjen spetsbladloppor. Inga underarter finns listade i Catalogue of Life.